# تم توصيله (فلم 1999)
تم توصيله (بالإنجليزية: Delivered) هو فيلم أمريكي من نوع الإثارة والكوميديا من إنتاج عام 1999 وإخراج قاي فيرلاند وبطولة رون إلدارد. يحكي الفيلم عن فتى توصيل بيتزا يجل رجلًا مقتولًا أثناء عمله، ليصبح هو هدف القاتل.

## وصلات خارجية
- مقالات تستعمل روابط فنية بلا صلة مع ويكي بيانات